# Gelechia dujardini
Gelechia dujardini is een vlinder uit de familie tastermotten (Gelechiidae). De wetenschappelijke naam is voor het eerst geldig gepubliceerd in 1991 door Huemer.
De soort komt voor in Europa.